# Vixen Media Group
Vixen Media Group (VMG) — американская частная компания, владеющая несколькими киностудиями по производству порнографических фильмов. Была основана французским предпринимателем, порнорежиссёром и продюсером Грегом Лански и владельцем Kodify Media Group Стивом Маттиссеном (англ. Steve Matthyssen). Помимо штаб-квартиры в Лос-Анджелесе, компания также имеет офисы в Барселоне, Альтее (Испания) и Монреале (Канада).
На AVN Awards в январе 2019 года компания получила награду в категории «Лучшая маркетинговая кампания — имидж компании». В октябре 2020 года компания выигрывает XBIZ Europa Award в категории «Глобальный студийный бренд года». В декабре этого же года выигрывает премию NightMoves Award в категории «Лучшая производственная компания». В сентябре 2021 года компания вновь была отмечена премией XBIZ Europa Award в категории «Глобальный студийный бренд года». На 20-й церемонии награждения XBIZ Award, которая была проведена в январе 2022 года, Vixen Media Group была признана студией года.
В январе 2020 года Грег Лански продал свою долю в компании.

## Сайты
В настоящее время Vixen Media Group владеет и управляет девятью сайтами, различающимися по тематике и методу съёмки. Все сайты и произведённые под их брендами фильмы были удостоены множества наград в области порноиндустрии. Дистрибуцией всех фильмов компании занимается Pulse Distribution.
В апреле 2019 года Vixen Media Group запускает свой шестой сайт — Deeper.com, развитием которого будет заниматься Кайден Кросс.
| № | Сайт/бренд  | Дата создания   | Специализация                                      |
| - | ----------- | --------------- | -------------------------------------------------- |
| 1 | Blacked     | май 2014 г.     | межрасовая порнография                             |
| 2 | Tushy       | июнь 2015 г.    | анальный секс                                      |
| 3 | Vixen       | июль 2016 г.    | гламурная порнография (гламкор)                    |
| 4 | Blacked Raw | октябрь 2017 г. | межрасовая порнография в формате raw и гонзо-стиле |
| 5 | Tushy Raw   | декабрь 2018 г. | анальный секс в формате raw и гонзо-стиле          |
| 6 | Deeper      | апрель 2019 г.  | различная: от софткора до БДСМ                     |
| 7 | Slayed      | август 2021 г.  | лесбийская порнография                             |
| 8 | Milfy       | июнь 2023 г.    | MILF-порнография                                   |
| 9 | Wifey       | март 2025 г.    | горячие жёны                                       |

## Награды и номинации
| Год  | Награда           | Результат | Категория                                      |
| ---- | ----------------- | --------- | ---------------------------------------------- |
| 2019 | AVN Award         | Победа    | Лучшая маркетинговая кампания — имидж компании |
| 2020 | NightMoves Award  | Победа    | Лучшая производственная компания               |
| 2020 | Pornhub Award     | Номинация | Самая популярная сеть                          |
| 2020 | XBIZ Award        | Номинация | Студия года                                    |
| 2020 | XBIZ Europa Award | Победа    | Глобальный студийный бренд года                |
| 2021 | Fleshbot Award    | Номинация | Лучший глобальный бренд                        |
| 2021 | NightMoves Award  | Номинация | Лучшая производственная компания               |
| 2021 | XBIZ Europa Award | Победа    | Глобальный студийный бренд года                |
| 2021 | XCritic Award     | Победа    | Студия года                                    |
| 2021 | YNOT Award        | Номинация | Студия года по производству порнофильмов       |
| 2022 | XBIZ Award        | Победа    | Студия года                                    |
| 2022 | XBIZ Europa Award | Победа    | Глобальный студийный бренд года                |
| 2022 | YNOT Award        | Победа    | Студия года по производству порнофильмов       |
| 2023 | XBIZ Award        | Номинация | Платная сеть/предприятие года                  |
| 2023 | XBIZ Award        | Номинация | Студия года                                    |
| 2023 | XBIZ Europa Award | Победа    | Глобальный студийный бренд года                |
| 2023 | XBIZ Europa Award | Номинация | Студия года                                    |
| 2024 | XBIZ Award        | Номинация | Платная сеть/предприятие года                  |
| 2024 | XBIZ Award        | Номинация | Студия года                                    |
| 2025 | XMA Award         | Номинация | Компания года — платный сайт                   |

## Фильмография
| Год       | Название                | Задействованные бренды                     | Примечания                                 |
| --------- | ----------------------- | ------------------------------------------ | ------------------------------------------ |
| 2021      | Psychosexual            | Blacked, Blacked Raw, Deeper, Tushy, Vixen | с Джианной Диор в главной роли             |
| 2021      | Jia                     | Blacked, Tushy, Vixen                      | с Джией Лиссой в главной роли              |
| 2021      | Influence: Emily Willis | Blacked, Deeper, Slayed, Vixen             | с Эмили Уиллис в главной роли              |
| 2023—2024 | Hotel Vixen             | Blacked, Tushy, Vixen                      | сериал, два сезона                         |
| 2023      | In Vogue                | Blacked, Tushy, Vixen                      | с Келли Коллинз в главной роли             |
| 2023      | Influence: Vanna Bardot | Blacked, Tushy, Slayed                     | с Ванной Бардо в главной роли              |
| 2025      | Bang and Burn           | Blacked, Tushy, Vixen                      | с Беллой Спарк в главной роли              |
| 2025      | In Vogue 2              | Blacked, Tushy, Vixen                      | с Ив Свит и Стефани Кайлер в главных ролях |
| 2025      | Long Con                | Blacked, Tushy, Vixen                      | с Агатой Вегой и Ив Свит в главных ролях   |